# フェアリーテイル・レクイエム
『フェアリーテイル・レクイエム』とは、2015年7月24日にライアーソフトが発売したアダルトゲーム。

## 解説
童話の登場人物だと思い込む人格障害「お伽話症候群（フェアリーテイル・シンドローム）」の患者たちの間で発生する事件を描いたファンタジー調のミステリ・アドベンチャーゲーム。メルヘンさと残酷さが同居する世界観となっており、幻想的な作品で知られる大石竜子が本作の原画を務めた。
2015年12月25日にはファンディスクである『フェアリーテイル・アンコール』が発売されたほか、2016年12月22日には『レクイエム』と『アンコール』を一つにまとめ、新規ストーリーを追加した『フェアリーテイル・シンフォニー』が発売された。

## あらすじ

### 『レクイエム』
ある日、主人公はフェアリーテイル・シンドロームという人格障害の治療施設「楽園」で目を覚ましたが、彼は自分がどの童話の登場人物になりきっているのか、そもそも自分が誰なのかを思い出せなかった。楽園には、自分が童話の登場人物だと思い込んで生活している少女たちが入院しており、主人公は彼女たちとの交流を愉しんだ。だが、ある日、スケッチブックを持った少女が「自分たちの中に、つみびとがひとりいる」と主人公に見せてきたことで、彼らは惨劇に巻き込まれた。

### 『アンコール』
本編
『レクイエム』の本編以前、イケノは「楽園」に来てから日が浅く、雰囲気になじめずにいた。ある日、『オズの魔法使い』を聖書に持つドロシーを担当することになる。イケノはつい3人の従者を演じて彼女を元気づけるが、かえって彼女の病状を悪化させてしまう。
サブストーリー1
「楽園」に来たばかりのオデットは、謎の失明に見舞われる。不安の中、オデットは世話をしてくれる少年に思いを抱くようになる。
サブストーリー2
ラプンツェルは王子が来ないと信じきっていた。そんなある日、ラプンツェルは楽しそうに入院生活を送るドロシーの姿を目にする。
サブストーリー3
ゲルダのそばにはいつもカイがいた。そして2人は、いつまでも一緒にいられると思っていた。

## 登場人物
主人公
本作の主人公である少年。フェアリーテイル・シンドロームのため「楽園」に運び込まれ、目覚めた時には記憶喪失だった。
アリス
声 - 萌花ちょこ
患者の一人である、無邪気でわがままな少女。聖書（出典）は「不思議の国のアリス」。一人前のレディを目指すが、幼さゆえ本質への理解が不十分。
『アンコール』本編より少し前に「楽園」へ入所しており、入所当初は自分を見失っていたため、ぼんやりした性格だった。
グレーテル
声 - 草柳順子
患者の一人である、人見知りで臆病な少女。聖書は「ヘンゼルとグレーテル」で、兄に該当する人がいないため、いつも兄を探し回っている。小柄な体格だが、かなり食い意地が張っている。また、その内気さとは裏腹に意外と大胆。
アリスと同時期に「楽園」へ入所しており、当初は処方箋を出すイケノに不信感を抱いていたが、やがて心を開く。
オデット
声 - かわしまりの
患者の一人である、純粋だが頭の悪い少女。聖書は「白鳥の湖」で、役に合わせて白い服を着ている。
オディール
声 - かわしまりの
患者の一人である、頭は良いが心が荒んだ少女。聖書は「白鳥の湖」で、役に合わせて黒い服を着ている。いつもオデットをいじめている。
ラプンツェル
声 - 水純なな歩
患者の一人である、フードつきマントをまとった少女。聖書は「ラプンツェル」。穏やかで知的だが、あまりにも達観しすぎて退廃の域に達している。病室を出たことがなく、来訪者を育ての親である「ゴーテルおばあさま」と見なしている。
ゲルダ
声 赤司弓妃
患者の一人である、勇敢な少女。聖書は「雪の女王」。患者たちの中では比較的まともであり、時折自分がゲルダではないと言うこともあるが、カイを見つけ出そうという想いに未だ囚われている。
イケノ
楽園に勤務する職員で、患者たちの妄想に合わせて色々演じている。
黒の少女
声 - 桜城ちか
楽園に現れる謎の少女。

### アンコールからの登場人物
ドロシー
イケノが受け持った患者。聖書は『オズの魔法使い』。

## スタッフ
- 原画 - 大石竜子
- 企画 - 海原望 ほか
- 音楽 - さっぽろももこ
- 主題歌 - Rita

## 反響
本作はGetchu.comの美少女ゲーム大賞2015ムービー部門の10位にランクインした。
また、ランクインは逃したものの、シナリオ部門やミュージック部門の投票者からも本作を評価する声が寄せられた。

## 公式サイト
- ライアーソフト公式ページ